# ولش کن بره
«ولش کن بره» (به انگلیسی: Just Lose It) عنوان ترانه‌ای از امینم، خواننده رپ آمریکایی است که در سال ۲۰۰۴ میلادی منتشر شد.

یک هفته پس از انتشار موزیک ویدئوی «ولش کن بره» که اولین قطعه آلبوم «دوباره خوانی» امینم بود، مایکل جکسون با برنامهٔ استیو هاروی در رادیوی شهر لس آنجلس تماس گرفت و ناراحتی خود را از این نماهنگ بیان کرد. امینم در این نماهنگ با محاکمه اتهام کودک‌آزاری جکسون، شایعهٔ جراحی پلاستیک و حادثهٔ پپسی سال ۱۹۸۴ (که طی آن در زمان فیلم‌برداری تبلیغ کمپانی نوشابه‌سازی پپسی، موی جکسون آتش گرفته بود) شوخی کرده بود. با این وجود که امینم در شعر گفته بود «این خنجر زدن به مایکل نیس/فقط یه شوخیه/من روانی ام…» ولی پشتیبانان و دوستان مایکل جکسون نماهنگ را مورد انتقاد قرار دادند. از قبیل استیوی واندر، خوانندهٔ موسیقی سول، که نماهنگ را «ضربه زدن به یک‌نفر وقتی روی زمین افتاده‌است» نامیده بود.

## واکنش مایکل جکسون به نماهنگ JUST LOSE It
در طول تاریخ اختلافات زیادی بین سوپراستارهای موسیقی وجود داشته است، اما یکی از عجیب‌ترین درگیری‌ها، درگیری بین مایکل جکسون و امینم است. خصومت بین پادشاه پاپ و اسلیم شیدی زمانی به اوج رسید که ام جی حقوق موسیقی رپ امینم را خرید.
در سال 2004، امینم مایکل جکسون را در آهنگ Juat lose it به تمسخر گرفت. 
اشعار Just Lose It حاوی اتهامات اهانت آمیزی است که می تواندمایکل جکسون را در برابر اتهامات کودک‌آزاری و اتهامات سو استفاده جنسی از کودکان هدف قرار دهد. 
جکسون از اشعاری که به نظر می رسد به شخصیت پادشاه پاپ حمله می کند، توهین کرد و حتی سعی کرد موزیک ویدئو را از کانال های تلویزیونی خارج کند.
جکسون  در سال 2004 به استیو هاروی ، شخصیت رادیویی KKBT-FM گفت: «من امینم را به‌عنوان یک هنرمند تحسین کرده‌ام و از این کار او شوکه شدم». ”
جکسون گفت: «من از تصویری که امینم از من در ویدیویش نشان می‌دهد بسیار عصبانی هستم. "من احساس می کنم که این توهین آمیز و بی احترامی است. جعل کردن یک چیز است، اما تحقیر آمیز و بی احساس بودن چیز دیگری است.»
جکسون در مصاحبه‌ای دیگر گفت: «من هرگز آقای امینم را ندیده‌ام، و همیشه او را تحسین می‌کردم و انجام چنین کاری بسیار دردناک بود.
در آن زمان، دارایی جکسون اعلام کرد که اقدامات قانونی در حال بررسی است. تلویزیون به درخواست ام جی  پخش موزیک ویدئو ولش کن بره را متوقف کرد.
«BET گفت : ویدیو را برداشتم زیرا ما احساس می‌کنیم استفاده از شبکه ما برای پخش ویدیویی که شخصیت مایکل یا هر فرد مشهور دیگری را تحقیر می‌کند، نامناسب است.»
در سال 2007، مایکل جکسون ظاهراً انتقام خود را از امینم گرفت و خواننده تریلر شرکت حقوق موسیقی امینم را به نام انتشاراتی  Famous Music به قیمت 370 میلیون دلار خریداری کرد، که مالک حقوق کاتالوگ موسیقی مارشال مترز بود. 
جکسون در سال ۲۰۰۹ درگذشت در سال 2009 درگذشت و حقوق موسیقی امینم سال ها بعد در سال 2016 به او بازگردانده شد.